# Langues popolocanes
Les langues popolocanes sont un groupe de langues amérindiennes parlées au Mexique, dans les États d'Oaxaca et de Puebla.

## Classification
Les langues popolocanes sont une des branches de la famille oto-mangue.

## Des langues menacées
Les langues popolocas sont, dans l'ensemble, fortement menacées. l'ixcatèque est presque éteint. Les parlers popolocas, avec 11 000 locuteurs, et le chocho, qui compte 1 000 locuteurs, ne sont plus parlés que par les plus âgées. Seuls les parlers mazatèques comptent environ 100 000 locuteurs.

## Classification
La branche popolocane de l'oto-mangue est constituée  des diverses variétés, de popoloca, de mazatèque et de deux langues, le chocho et l'ixcatèque. Les variétés de parlers popolocas et  mazatèques sont généralement qualifiées de dialectes. Ce terme ne signifie pas  nécessairement qu'ils soient intercompréhensibles les uns par rapport aux autres.
La classification de Hamp (1958) est la suivante :
- proto-popolocan
  - mazatèque
  - chocho
  - popoloca-ixcatèque
    - langues popolocas
    - ixcatèque

## Histoire des langues
Si l'on accepte les résultats de la glottochronologie on obtient un groupement différent. Les travaux de Swadesh (1960) établissent que le mazatèque fut le premier membre à se séparer du proto-popolocan, il y a 2 500 ans. L'ixcatèque s'est ensuite séparé du groupe il y a 1 300 ans. Le chocho et les langues popolocas furent les dernières à se distinguer, il y a 800 ans. Les langues popolocas ne se sont différenciées les unes par rapport aux autres il n'y a que 5 siècles.

## Sources
- (es) Veerman-Leichsenring, Annette, Gramatica del popoloca de Metzontla (con vocabulario y textos), Amsterdam, Rodopi, 1991.
- (en) Veerman-Leichsenring, Annette, Popolocan Independent Personal Pronouns: Comparison and Reconstruction, International Journal of American Linguistics, 66:3, pp. 318-359, 2000.